# فيكتور فاريس
فيكتور فاريس (بالإنجليزية: Victor Farris)‏ هو مخترِع أمريكي، ولد في 29 يناير 1910، وتوفي في 7 مارس 1985 بسبب مرض.